# منطقه ولامس
منطقه فلمیش (به لاتین: Flemish Region) یا فلاندر یکی از سه منطقه اصلی بلژیک، در کنار دو منطقه دیگر، والونی و بروکسل است. منطقه فلمیش ۱۳٬۵۲۲ کیلومتر مربع مساحت دارد و به آن فلاندر هم گفته می‌شود. این منطقه از پرتراکم‌ترین مناطق اروپا با ۴۷۰ نفر بر کیلومتر مربع است. این منطقه، در تقسیمات کشوری، خود شامل پنج استان آنتورپ، فلاندر شرقی، فلاندر غربی،  برابانت فلاندر و لیمبورگ است.
شهرهای بزرگی چون آنتورپ و خنت، از مراکز مهم اتحادیه اقتصادی بنلوکس، در منطقه فلاندر جای دارند، که از پررفت‌وآمدترین بندرهای اروپا و پایگاه اصلی اقتصاد بلژیک اند.